# Hall of Flames
Hall of Flames je první kompilační album německé powermetalové kapely Edguy. Album, které vyšlo 6. prosince 2004, obsahuje písničky z alb, které kapela vydala pod nakladatelstvím AFM Records.

## Seznam skladeb

### Disk 1
1. Tears of a Mandrake
2. Jerusalem
3. Out of Control
4. The Headless Game
5. Scarlet Rose
6. Nailed to the Wheel
7. Vain Glory Opera
8. Theater of Salvation
9. Key to My Fate
10. Deadmaker
11. Land of the Miracle
12. Until We Rise Again
13. The Unbeliever

### Disk 2
1. The Devil and the Savant
2. Wings of a Dream
3. For a Trace of Life
4. But Here I Am
5. La Marche des Gendarmes
6. Avantasia (živě)
7. Walk on Fighting (živě)
8. Wake up the King (živě)
9. All the Clowns
10. The Headless Game

## Obsazení
- Tobias Sammet – zpěv, klávesy
- Jens Ludwig – hlavní kytara
- Dirk Sauer – rytmická kytara
- Tobias Exxel – baskytara
- Felix Bohnke – bicí
- Dominik Storch – bicí
- Frank Lindenthal – bicí